# Burgers (album)
Pour les articles homonymes, voir Burgers.
Albums de Hot Tuna
First Pull Up, Then Pull Down
(1971) The Phosphorescent Rat
(1973)
Burgers est le troisième album (premier album studio) du groupe de blues-rock Hot Tuna, sorti en 1972.

## Titres

### Face 1
1. True Religion (Jorma Kaukonen) – 4:42
2. Highway Song (Kaukonen) – 3:14
3. 99 Years Blues (Julius Daniels) – 3:58
4. Sea Child (Kaukonen) – 5:00

### Face 2
1. Keep On Truckin' (Bob Carleton) – 3:40
2. Water Song (Kaukonen) – 5:17
3. Ode for Billy Dean (Kaukonen) – 4:49
4. Let Us Get Together Right Down Here (Reverend Gary Davis) – 3:27
5. Sunny Day Strut (Kaukonen) – 3:14

## Musiciens
- Jorma Kaukonen : guitare, chant
- Jack Casady : basse, chant
- Papa John Creach : violon, chant
- Sammy Piazza : batterie, percussions, chant
- Nick Buck : orgue, piano (1, 5)
- Richmond Talbott : chant, guitare slide (3)
- David Crosby : chant (2)